# Leo Norpoth

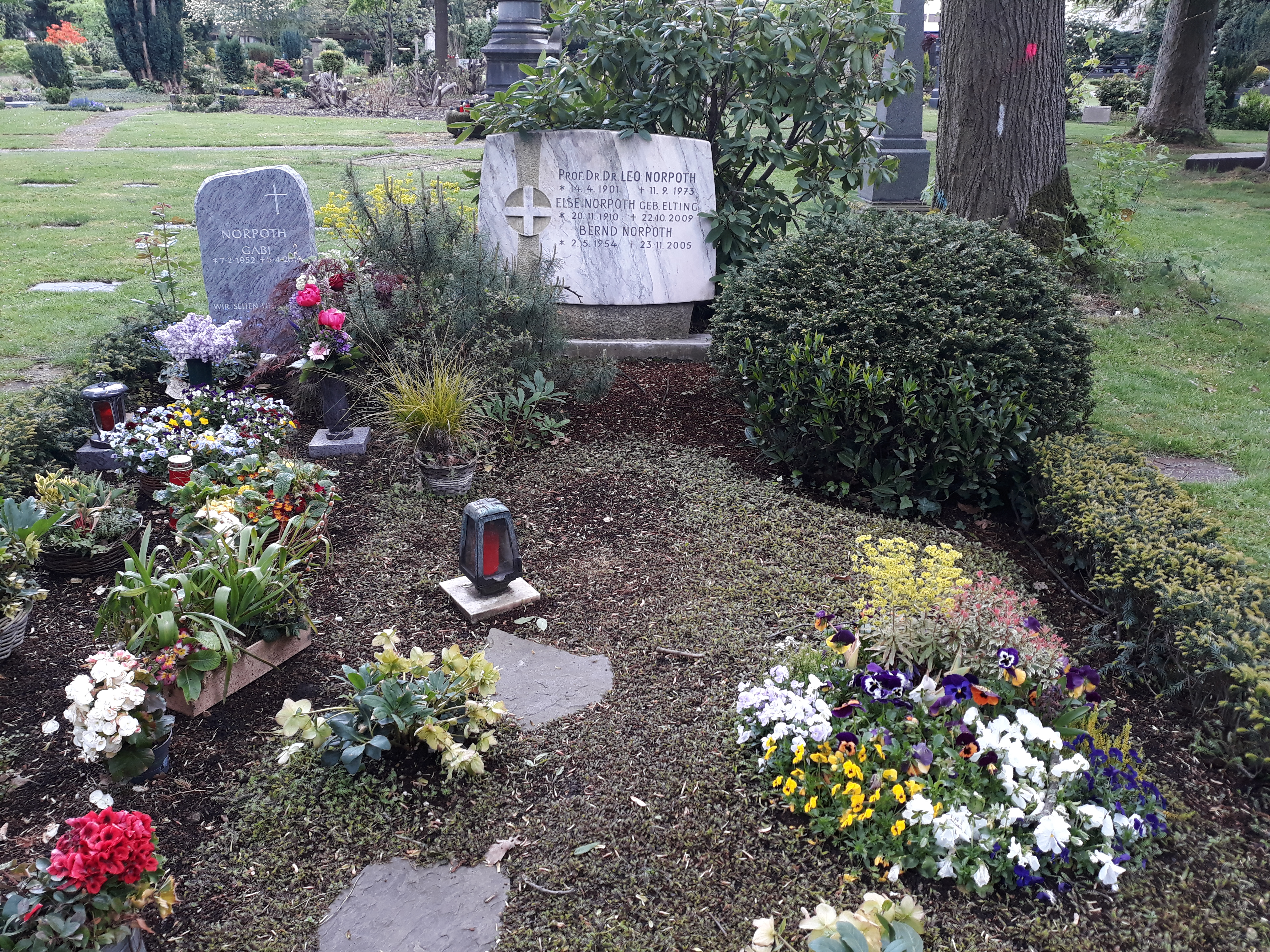
Das Grab von Leo Norpoth und seiner Ehefrau Else auf dem Ostfriedhof Essen.

Leo Anton Wilhelm Norpoth (* 6. April 1901 in Karnap; † 11. September 1973) war ein deutscher Mediziner und Medizinhistoriker.

## Leben
Leo Norpoth, Sohn aus der Ehe des Mediziners Wilhelm Norpoth und Antonie, geb. Gasseling, studierte an den Universitäten in Würzburg, Freiburg, München, Münster, Berlin, Wien, Paris, Leipzig. Er absolvierte zunächst ein Philosophiestudium und wurde 1924 bei Joseph Geyser in München mit der medizinhistorischen Arbeit Der pseudo-augustische Traktat: De spiritu et anima zum Dr. phil. promoviert. Gleichzeitig studierte er Medizin und legte 1923 sein Staatsexamen ab.
Von 1929 bis 1931 war er Assistent am Physiol.-Chem. Institut in Frankfurt am Main und von 1931 bis 1934 Arzt für Innere Medizin am Universitätsklinikum Leipzig. Von 1935 bis 1937 war er Oberarzt am Elisabethen-Krankenhauses in Köln. Von 1938 bis 1949 war er Chefarzt am St. Franziskus-Hospital in Köln. 1949 wechselte er als Chefarzt an das Elisabeth-Krankenhaus in Essen.
1943 habilitierte er sich für Innere Medizin und 1944 für Geschichte der Medizin an der Universität zu Köln. Er war seit 1953 Außerplanmäßiger Professor für Geschichte der Medizin und Innere Medizin der Universität zu Köln sowie Professor für Geschichte der Medizin am damaligen Klinikum Essen der Westfälischen Wilhelms-Universität Münster. Seit 1964 war er einer der Herausgeber der Vierteljahreszeitschrift «Arzt und Christ» und Co-Herausgeber der «Gastroenterologia», dem offiziellen Organ der Deutschen Gesellschaft für Gastroenterologie, Verdauungs- und Stoffwechselkrankheiten. Seine Veröffentlichung "Niels Stensen: Medizinhistorischer Beitrag zur Frage Arzt und Priester" (in: Arzt und Christ, Salzburg 1956, 32 ff) wurde als wegweisend beschrieben.
́
Norpoth war 1961 Gründungsmitglied des Ortsverbandes der Lebenshilfe in Essen. Er war seit 1938 verheiratet mit Else Elting.
1966 wurde Leo Norpoth von Kardinal-Großmeister Eugène Kardinal Tisserant zum Ritter des Ritterordens vom Heiligen Grab zu Jerusalem ernannt und am 22. Februar 1966 im Kölner Dom durch Lorenz Kardinal Jaeger, Großprior der deutschen Statthalterei, investiert.

## Schriften
- Zur Bio-, Bibliographie und Wissenschaftslehre des Pietro d'Albano, Mediziners, Philosophen und Astronomen in Padua, 1930
- Die Verfasser der Kölner Pharmakopöen als Anti-Paracelsisten, 1952
- Wege und Irrwege der deutschen Insulin-Forschung, 1953, zusammen mit Paula Drügemöller
- Das "Pulvis stomachicus Birckmanni" aus dem 16. Jahrhundert, 1955
- Niels Stensen: medizinhistorischer Beitrag zur Frage Arzt und Priester, 1956
- Vorläufige Mitteilung über den Einfluß eines gastroduodenalen Gewebsextraktes (Robadin) auf das Verhalten der Magensafteiweißkörper, 1958, zusammen mit E. Ohligschläger und T. Surmann
- Bioptische, bio- und fermentchemische Magenuntersuchungen, VS Verlag für Sozialwissenschaften 1962, zusammen mit Theo Surmann
- Der pseudo-augustische Traktat: De spiritu et anima, gedr. Köln, Bochum 1971 / Kohlhauer 1971 (zuerst Diss. München 1924)

## Quelle
- Wer ist wer?: Das Deutsche who's who 1976, Band 19, S. 697
- Who's who in Science in Europe 1967, Band 1, Ausgabe 2
- Who's who in the Catholic World 1967, Band 1, S. 465